# Miloš Vujanić
Milos Vujanić (Loznica, Serbia, 13 de noviembre de 1980) es un exbaloncestista serbio, que con su metro noventa y sus 87 kg, jugaba en la posición de base. Destacaba por su gran rapidez, creatividad, habilidad en el uno contra uno, y su capacidad anotadora, especialmente en el tiro a larga distancia. Esta habilidad le convirtió en el máximo anotador de la Euroliga en la temporada 2002-2003, cuando defendía la camiseta del Partizán de Belgrado, con una media de 25,8 puntos por partido.
En 2003 fichó por el Fortitudo Bologna, donde militó dos temporadas rindiendo a gran nivel: promedió más de 16 puntos por partido y lideró al equipo a alzarse con el título de campeón de la Liga italiana en la temporada 2004-2005.
En el año 2005 sufrió una grave lesión al romperse los ligamentos cruzados de la rodilla, hecho que lo apartó de la posibilidad de disputar el Eurobasket de Belgrado con la selección de Serbia. Sin embargo, y pese a estar lesionado, el FC Barcelona le hizo una oferta y lo fichó en julio de 2005, haciéndole un contrato por tres temporadas, aunque con una cláusula que permite que el club pueda rescindir el contrato unilateralmente al final de cada temporada. En el mes de diciembre de 2005, recuperado de su lesión, debutó con el FC Barcelona en la Liga ACB. Aunque poco tiempo después se volvió a romper.
En el verano del 2006, el FC Barcelona utilizó la ya mencionada cláusula para rescindirle el contrato, visto que no acababa de superar la lesión y que ella no le permitirera rendir al nivel que lo hacía antes de lastimarse. De todas formas, ese mismo verano fue fichado por el Panathinaikos BC, equipo conducido por Zelimir Obradovic, el entrenador que le dio la oportunidad de darse a conocer en el baloncesto Europeo. La temporada 2006–2007 reapareció en ese club pero sin alcanzar el nivel de años anteriores, lo cual hizo que sus posibilidades de dar el salto a la NBA se desvanecieran.

## Clubes
- Zvezda Ruma (Serbia): 1998-1999.
- Estrella Roja de Belgrado (Serbia): 1999-2001.
- KK Partizan (Serbia): 2001-2003.
- Fortitudo Bologna (Italia): 2003-2005.
- FC Barcelona (España): 2005-2006.
- Panathinaikos BC (Grecia): 2006-2007
- MBC Dinamo Moscú (Rusia): 2007-2008
- Efes Pilsen S.K. (Turquía): 2008-2009
- CB Murcia (España): 2009 - 2010
- Panionios BC (Grecia): 2010 - 2011

## Palmarés

### Títulos internacionales de Selección
- 2 Mundiales universitarios

### Títulos nacionales de Club
- 2 Ligas de Yugoslavia: 2000 y 2001, con el Partizan de Belgrado.
- 1 Copa de Yugoslavia: 2001, con el Partizan de Belgrado.
- 1 Liga italiana: 2005, con el Fortitudo Bologna.
- 1 liga griega: 2007 con Panathinaikos BC

### Consideraciones personales
- 2 veces en el 2.º Mejor Quinteto de la Euroliga (2002, 2003)
- Máximo anotador de la Euroliga en la temporada 2002-2003, con una media de 25,8 puntos por partido.
- MVP de la 34.ª jornada de la temporada 2009/10 de la liga ACB.
- Elegido en el número 35 del 'draft' de la NBA de 2002 por los New York Knicks.